# Ravni Topolovac
Ravni Topolovac (ćirilično: Равни Тополовац, mađarski: Katalinfalva, njemački: Kathereinfeld) je naselje u Banatu u Vojvodini u sastavu općine Žitište.

## Stanovništvo
Do Drugoga svjetskoga rata u Ravnom Topolovacu većinu stanovništva su činili Nijemci, koji su poslije rata iseljeni, a u njihove kuće u većoj mjeri kolonizirani Srbi iz Hercegovine, ali i Hrvati iz Općine Ljubuški. Po popisu iz 2002. Hrvata je u selu 17, ali je procjena da ih ima oko 70, ali je većina nacionalno neizjašnjena.
Prosječna starost stanovništva iznosi 42,4 godina (41,1 kod muškaraca i 43,6 kod žena). U naselju ima 466 domaćinstava, a prosječan broj članova po domaćinstvu je 2,90.
| Etnički sastav 2002. |            |        |
| Narod                | Stanovnika | %      |
| Srbi                 | 1.191      | 88,09% |
| Romi                 | 59         | 4,36%  |
| Hrvati               | 17         | 1,25%  |
| Mađari               | 5          | 0,36%  |
| Rumunji              | 5          | 0,36%  |
| Jugoslaveni          | 3          | 0,22%  |
| Makedonci            | 3          | 0,22%  |
| Crnogorci            | 2          | 0,14%  |
| Bugari               | 1          | 0,07%  |
| nepoznato            | 1          | 0,07%  |

| broj stanovnika | 2454  | 2086  | 2096  | 1817  | 1656  | 1445  | 1352  |
|                 | 1948. | 1953. | 1961. | 1971. | 1981. | 1991. | 2001. |

## Vanjske poveznice
- Karte, položaj, zemljopisni podaci o naselju